# Publi Furi Fil (cònsol)
Publi Furi Fil (en llatí Publius Furius SP. F. M. N. Philus) va ser un magistrat romà del segle iii aC. Formava part de la gens Fúria, una gens romana d'origen patrici de gran antiguitat.
Va ser elegit cònsol l'any 223 aC amb Gai Flamini i junts van fer una campanya contra els gals al nord d'Itàlia. Fou nomenat pretor el tercer any de la Segona Guerra Púnica (216 aC) amb la jurisdicció inter cives romanos et peregrinos (entre els romans ciutadans i peregrins). Després de la batalla de Cannes, junt amb el pretor Marc Pomponi Mató va urgir al senat romà a prendre mesures defensives.
Poc després va rebre el comandament de la flota de Marc Claudi Marcel amb la que va anar a Àfrica, però com que va ser ferit en un combat a alta mar, va tornar a Lilibèon. El 214 aC era censor amb Marc Atili Règul. Durant la censura van tractar amb severitat a les persones que no havien complert els seus deures durant els anys anteriors de guerra i molts joves nobles que havien volgut sortir d'Itàlia (entre els quals Luci Cecili Metel, qüestor el 214 aC) foren reduïts a eraris. Com que Metel va sortir elegit tribú de la plebs pel 213 aC va intentar portar a judici als censors, però no va tenir el suport dels altres tribuns.
Publi Furi Fil va morir al començament del 213 aC abans de poder fer les cerimònies de purificació del lustrum i com era habitual l'altre censor Règul va dimitir. Al temps de la seva mort era un dels àugurs.